# 雙斑異小鱂
雙斑異小鱂 ，為輻鰭魚綱鯉齒目花鳉科的其中一種。

## 分布
本魚分布於中美洲的墨西哥、貝里斯、瓜地馬拉、宏都拉斯的溪流中。

## 特徵
本魚體色因分布的地區而有異：來自山區溪流的魚色為金褐色帶綠色，並有淺藍色光澤；來自平原區滯水中的魚則有較多的淡斑。個鱗片都帶有深色邊緣，尾柄部兩側各有一黑色大斑塊，背鰭上長有斑點圖紋。體長可達7公分。

## 生態
本魚棲息於小溪、湖泊中，屬雜食性，具攻擊性，繁殖力強。

## 經濟利用
可作為觀賞魚，喜歡水草豐美的魚缸。

## 外部連結
- Froese, R. & Pauly, D. (eds.) (2011). Heterandria bimaculata. FishBase. Version 2011-12.